# Griffon fauve de Bretagne
Pour les articles homonymes, voir Griffon (chien) et Fauve de Bretagne.
Le griffon fauve de Bretagne ou fauve de Bretagne est une race de chien d'origine française. C'est un chien courant de taille moyenne et de type griffon, à la robe fauve, à poil dur. La race est utilisée comme chien de chasse.

## Historique

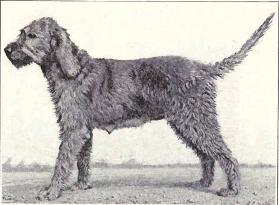
Griffon fauve de Bretagne en 1915.

Le griffon fauve de Bretagne est une très ancienne race française de chiens courants. Au XIVe siècle, Huet des Ventes possédait une meute de type proche du griffon fauve de Bretagne. La race est très utilisée jusqu'au XIXe siècle pour chasser le loup en Bretagne. Les effectifs de la race ont décliné lors de la disparition du loup en France. En 1949, le Club du Fauve de Bretagne est créé par Marcel Pambrun afin de préserver cette race rare.
Depuis les années 1980, l'avenir de la race est assuré, bien qu'elle soit encore assez peu répandue et pratiquement inconnue en dehors de la France métropolitaine. La sélection des sujets est basée sur l’obtention de bons chasseurs avant tout.

## Standard
Le griffon fauve de Bretagne est un chien courant de taille moyenne, au corps osseux, musclé, construit pour l'endurance. Portée légèrement en faucille, la queue de longueur moyenne est grosse à la base et s'effile bien à la pointe. En action, la queue est portée au-dessus de la ligne de dos et décrit des mouvements latéraux réguliers. Le crâne est plutôt allongé avec une protubérance occipitale marquée. Le stop est peu accusé, le museau est effilé plutôt que carré. Les yeux sont de couleur marron foncé. Attachées finement au niveau de la ligne de l’œil, les oreilles sont couvertes d’un poil plus ras et plus fin que sur le reste du corps. Atteignant l'extrémité de la truffe, elles sont terminées en pointe.
Le poil est très dur, sec, assez court, jamais laineux ni frisé. La face n'est pas trop embroussaillée. La robe est fauve, allant du froment doré au rouge brique. Quelques poils noirs dispersés au niveau du dos et des oreilles sont tolérés.

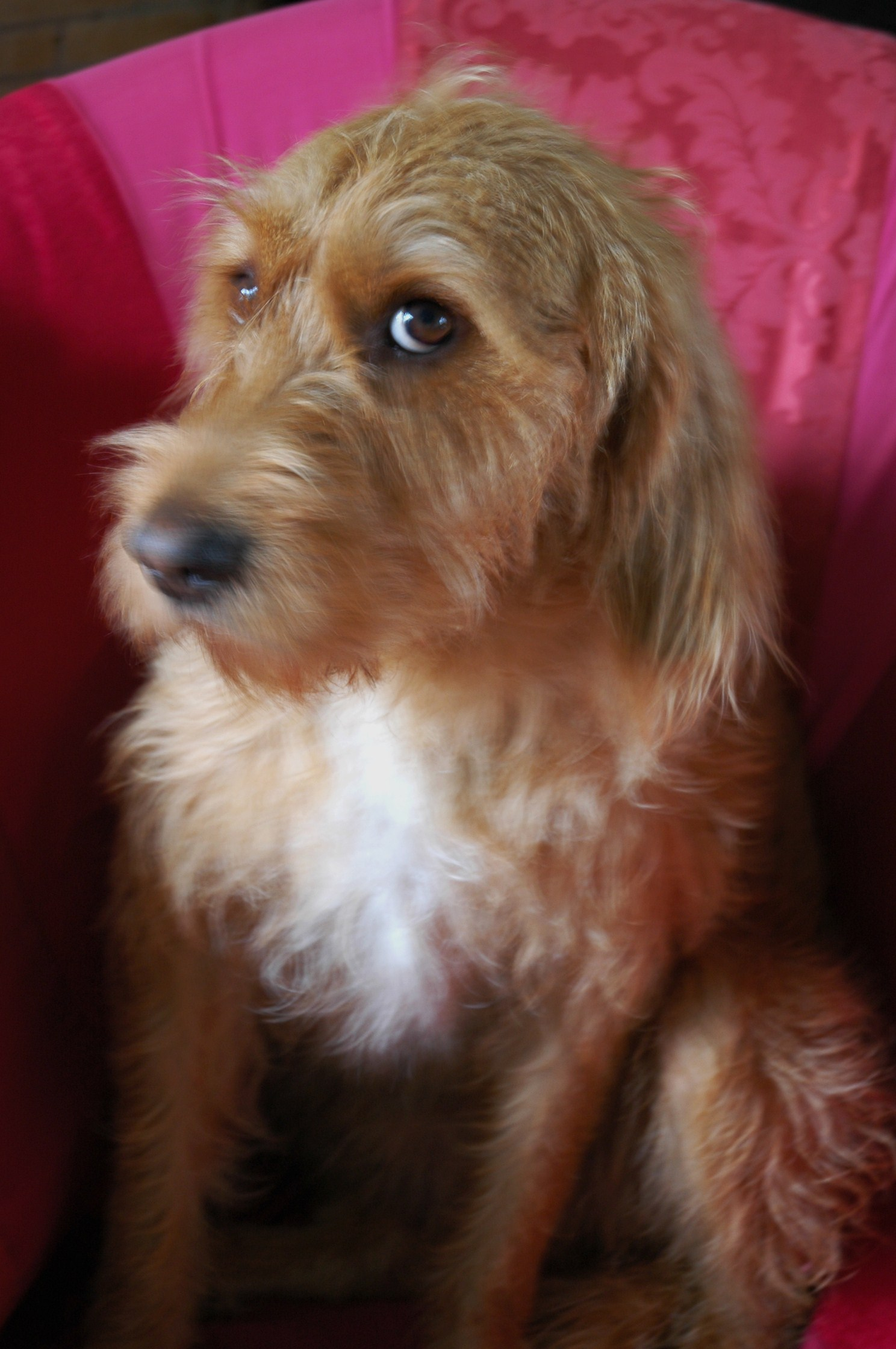
Griffon-Fauve de Bretagne témoignant toute son affection par son regard.

## Caractère

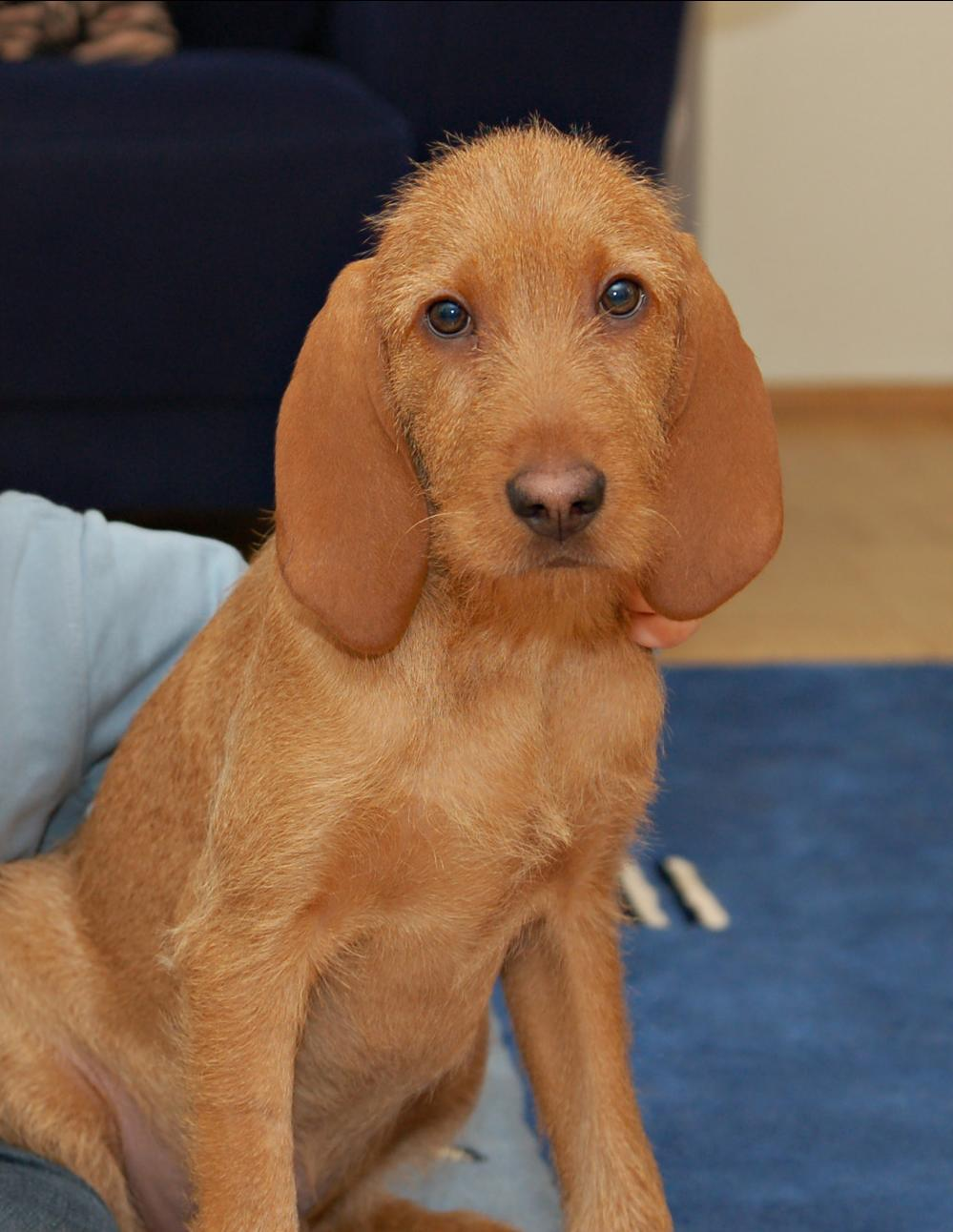
Jeune griffon fauve de Bretagne de six mois.

Le tempérament est décrit dans le standard de la Fédération cynologique internationale comme passionné de chasse, très doux avec l’homme, sociable, affectueux et équilibré. C'est un chien patient avec les enfants.

## Utilité
Le griffon fauve de Bretagne est un chien de chasse polyvalent. Adapté à tous les terrains, même les difficiles, il peut chasser  tous les gibiers, mais est connu pour la chasse au renard, au lièvre et au sanglier. Il est doté d'un nez fin et d'une voix de cogneur soutenue, c'est-à-dire que son cri est court et répété. C'est une race courageuse, débrouillarde, tenace et appliquée. Bien conduits, ils sont obéissants et de retour facile.
C'est également un chien de compagnie agréable, mais il est déconseillé de le faire vivre en ville à moins que ce ne soit dans une ville proche d'espaces comme les forêts, plages et autres, où le griffon fauve de Bretagne pourra courir, se défouler.